# اندیس حسین آباد ۲
حسین آباد ۲ یک اندیس فلزی است که در حوالی شهر نهبندان استان خراسان قرار دارد و مادهٔ معدنی موجود در آن، مس است.سنگ میزبان این اندیس سنگهای الترا بازیک است  در این اندیس، پاراژنز‌های پیریت یافت می‌شوند.